# Moyra Davey
Moyra Davey (* 1958 in Toronto) ist eine kanadische Fotografin, Mail-Art- und Videokünstlerin sowie Autorin.

## Leben und Werk
Davey absolvierte 1982 den Bachelor of Fine Arts an der Concordia University und den Master of Fine Arts 1988 an der University of California, San Diego. 1989 wurde sie in das Independent Study Program des Whitney Museum of American Art aufgenommen. 2017 war sie Teilnehmerin der documenta 14. 2018 wurde Moyra Davey mit dem Scotiabank Photography Award ausgezeichnet.
Bekannt ist Moyra Davey unter anderem für die Arbeiten Mailer. Eine dieser Serien ist Of Jane (Willow) (2014). Davey verschickt zu Umschlägen gefaltete Fotoprints per Post. Diese Umschläge tragen nach ihrer Ankunft beim Adressaten Spuren, die den Weg zu Familienmitgliedern, Freunden und Bekannten durch das Postsystem dokumentieren. Die Umschläge sind an den Rändern abgeklebt, gestempelt und adressiert, wenn sie in einem Ausstellungshaus präsentiert werden.
Daveys Experimentalfilm Horse Opera (2022) wurde für seine europäische Premiere in die Sektion Forum der Berlinale 2023 eingeladen.

## Schriften
- Long Life Cool White: Photographs and Essays by Moyra Davey, Yale Univ Print (17. April 2008), (englisch) ISBN 978-0-300-13646-3